# Mara Navarria
Mara Navarria (født 18. juli 1985) er en italiensk fægter, der konkurrerer i kårde. 
Hun repræsenterede Italien ved sommer-OL 2012 i London, hvor hun blev elimineret i anden runde.
Ved sommer-OL 2020 i Tokyo, som blev afholdt i 2021, blev hun elimineret i ottendedelsfinalen i den individuelle konkurrence. Hun tog senere bronze i holdkonkurrencen.
Ved sommer-OL 2024 i Paris vandt hun guld.